# Моронт
Моронт (Мавронт) (фр. Mauronte, лат. Maurontus; д/н — після 739) — патрикій і герцог Провансу в 732—739 роках. Основні відомості про нього містяться в хроніках Продовжувачів Фредегара, Муассака, «Фонтенельській хроніці» і хроніці Сігіберта з Жамблу, «Ранніх Мецьких анналах».

## Життєпис
За різними відомостями, був родичем колишнього мажордома Вараттона або був представником галло-римської знаті. Втім це може не протирічити одне одному: по батьківській лінії належав до галло-римлян (на це вказує власне ім'я Моронта), по материнській — до франків. Також напевне був родичем Метрана, якого заступив у 732 році на посаді патрикія Провансу. У 733 році вже згадується як дукс (герцог) Провансу.
Був одним з тих, хто 733 року організував спротив Карлу Мартелу, коли той рушив на підкорення Бургундії. Останню було приєднано до володінь Карла в 734 році. Тоді Моронт закликав на допомогу війська Укби ібн аль-Хаджаї аль-Салулі, валі Аль-Андалуса, які сплюндрували Ліон і Авіньйон. Згодом походи арабів тривали уздовж річки Рона.
У 736 році Карл здійснив похід до гирла Рони, в Арль і Марсель, де призначив новим патрикієм Аббона. Спустошення, завдані франками, викликали одностайний протест провансальців. Моронт закликав до загального повстання та знову звернувся по допомогу до Укби ібн аль-Хаджаї. Спільно з арабами Моронт захопив Авіньйон, звільнивши невдовзі увесь Прованс.
737 року Карл Мартел знову вдерся до Провансу, де Моронт зазнав поразки, мусив тікати до Марселя, який Мартелу не вдалося захопити. Він призначив герцогом Провансу свого брата Гільдебранда. Союзники Моронта — араби — зазнали поразки в битві при Берр в Септиманії.
У 738 році на заклик Моронта арабсько-берберське військо з Андалусії знову вдерлося до Провансу, але не досягло значних успіхів. Тому після грабунків повернулося до себе.
739 року Моронт знову повстав. Але у вирішальній битві біля Авіньйона зазнав поразки від військ Гільдебранда та лангобардів, які відправив король Лютпранд. Моронт за різними відомостями заховався в Альпах або втік до арабів.